# خورخي كيروغا
خورخي كيروغا (بالإسبانية: Jorge Quiroga Ramírez) (و. 1960 – م) هو مهندس صناعي، وسياسي من بوليفيا ولد في كوتشابامبا.
تولى منصب رئيس بوليفيا (2001-08-07–2002-08-06) .

## التعليم
تعلم في جامعة تكساس إيه اند إم.

## روابط خارجية
- خورخي كيروغا على موقع مونزينجر (الألمانية)